# Немирович-Данченко Василь Іванович
Василь Іванович Немирович-Данченко (нар. 25 грудня 1844 (6 січня 1845), Тифліс — 18 вересня 1936, Прага) — російський письменник, мандрівник, журналіст українсько-вірменського походження, старший брат відомого театрального діяча Володимира Івановича Немировича-Данченка. Брат актриси київського театру «Соловцов» Варвари Немирович. Друг і біограф М. Д. Скобелєва, друг М. С. Гумільова.